# MF Galileusz
MF Galileusz – morski prom samochodowy (ROPAX). 

## Historia i rejsy
Zbudowany został w 1992 roku w holenderskiej stoczni Van der Giessen-de Noord a w 2006 zakupiony przez szczecińskiego armatora Euroafrica Linie Żeglugowe od włoskiej firmy Tirrenia di Navigazione. W tym samym roku przeszedł gruntowny remont w stoczni "Gryfia" i od 14 listopada wszedł do eksploatacji we flocie operatora Unity Line. Początkowo obsługiwał linię Świnoujście – Ystad a od 2007 roku pływa ze Świnoujścia do Trelleborga. 
Długość linii ładunkowej wynosi 1742 metry – jednostka może zabrać jednorazowo do 100 ciężarówek 17-metrowej długości. Posiada dla ich kierowców 125 miejsc w kabinach pasażerskich.
Łączna moc silników napędu głównego wynosi 11520kW.